# Patrulater
În geometrie un patrulater este un poligon cu patru laturi. Patrulaterele pot fi simple sau complexe, iar cele simple pot fi convexe sau concave. Patrulaterul convex este un patrulater care are toate unghiurile interne mai mici de 180°, iar patrulaterul concav este un patrulater cu un unghi intern mai mare de 180°.

## Patrulatere convexe
Patrulaterele convexe reprezintă cele mai cunoscute patrulatere. Prin definiție, un patrulater este convex dacă dreapta-suport a fiecărei laturi are proprietatea că în unul din semiplanele deschise determinate de ea se află două vârfuri ale patrulaterului. O altă definiție, mai puțin riguroasă dar mai intuitivă, este aceea că la patrulaterele convexe prelungirea oricărei laturi nu intersectează nicio altă latură.
Cazuri particulare de  patrulatere convexe:
- trapezul: două laturi opuse sunt paralele;
- trapezul isoscel: două laturi sunt paralele și celelalte două sunt congruente; suplimentar și diagonalele sunt congruente;
- paralelogramul: laturile opuse sunt paralele și congruente;
- rombul: paralelogramul cu toate laturile egale; prezintă proprietatea că diagonalele sunt perpendiculare;
- dreptunghiul: paralelogramul cu toate unghiurile drepte; prezintă proprietatea că diagonalele sunt congruente;
- pătratul: rombul cu toate unghiurile drepte sau dreptunghiul cu toate laturile egale; prezintă proprietatea că diagonalele sunt congruente și perpendiculare;
- patrulaterul inscriptibil: patrulaterul ale cărui vârfuri aparțin unui cerc; pătratul, dreptunghiul și trapezul isoscel sunt patrulatere inscriptibile;
- patrulaterul circumscriptibil: patrulaterul în care poate fi înscris un cerc. Teorema lui Pitot se referă la acest tip de patrulatere: „Un patrulater convex este circumscriptibil dacă și numai dacă sumele lungimilor laturilor opuse sunt egale”.

## Proprietăți
Mijloacele laturilor oricărui patrulater formează un paralelogram.                

## Aria patrulaterelor particulare
Trapezul, paralelogramul, dreptunghiul, pătratul și rombul sunt considerate a fi patrulatere particulare.

### Aria trapezului
{\displaystyle A=h{\frac {B+b}{2}}}
unde B = baza mare, b = baza mică, h = înălțimea.

### Aria paralelogramului
{\displaystyle A=b\cdot h\,}
unde b = baza, h = înălțimea.

### Aria dreptunghiului
{\displaystyle A=l\cdot L}
unde l = lățimea, L = lungimea.

### Aria pătratului
{\displaystyle A=l\cdot l=l^{2}}
unde l = latura.

### Aria rombului
{\displaystyle A={\frac {d_{1}\cdot d_{2}}{2}}}
unde {\displaystyle d_{1}} și {\displaystyle d_{2}} = diagonalele.